# Daviscupový tým Spojených států amerických
Daviscupový tým Spojených států amerických reprezentuje Spojené státy americké v Davisově poháru od prvního ročníku v roce 1900 pod vedením národního tenisového svazu United States Tennis Association. 
Spojené státy představují historicky nejúspěšnější družstvo soutěže, které vyhrálo třicet dva ročníků a dvacet devětkrát skončilo jako poražený finalista. Rekord drží i nejdelší šňůrou neporazitelnosti z let 1968–1973, kdy Američané vyhráli patnáct mezistátních zápasů v řadě a v jejichž rámci získali pět trofejí. V době existence šestnáctičlenné Světové skupiny mezi lety 1981–2018 byli jediným týmem, který sestoupil z nejvyšší úrovně pouze jednou.

## Přehled zápasů

### 2019–2029
| Rok  | úroveň                            | datum             | místo                       | povrch    | soupeř         | skóre | výsledek |
| ---- | --------------------------------- | ----------------- | --------------------------- | --------- | -------------- | ----- | -------- |
| 2019 | Finálový turnaj, základní skupina | 19. listopadu     | Madrid, Španělsko           | tvrdý (h) | Kanada         | 1–2   | prohra   |
| 2019 | Finálový turnaj, základní skupina | 20. listopadu     | Madrid, Španělsko           | tvrdý (h) | Itálie         | 2–1   | výhra    |
| 2021 | Kvalifikační kolo                 | 6.–7. března 2020 | Honolulu, Spojené státy     | tvrdý (h) | Uzbekistán     | 4–0   | výhra    |
| 2021 | Finálový turnaj, základní skupina | 26. listopadu     | Turín, Itálie               | tvrdý (h) | Itálie         | 1–2   | prohra   |
| 2021 | Finálový turnaj, základní skupina | 28. listopadu     | Turín, Itálie               | tvrdý (h) | Kolumbie       | 1–2   | prohra   |
| 2021 | Kvalifikační kolo                 | 4.–5. března      | Reno, Spojené státy         | tvrdý (h) | Kolumbie       | 4–0   | výhra    |
| 2021 | Finálový turnaj, základní skupina | 14. září          | Glasgow, Spojené království | tvrdý (h) | Velká Británie | 2–1   | výhra    |
| 2021 | Finálový turnaj, základní skupina | 15. září          | Glasgow, Spojené království | tvrdý (h) | Kazachstán     | 2–1   | výhra    |
| 2021 | Finálový turnaj, základní skupina | 17. září          | Glasgow, Spojené království | tvrdý (h) | Nizozemsko     | 1–2   | prohra   |
| 2021 | Finálový turnaj, čtvrtfinále      | 24. listopadu     | Málaga, Španělsko           | tvrdý (h) | Itálie         | 1–2   | prohra   |
| 2023 | Kvalifikační kolo                 | 3.–4. února       | Taškent, Uzbekistán         | tvrdý (h) | Uzbekistán     | 4–0   | výhra    |
| 2023 | Finálový turnaj, základní skupina | 13. září          | Split, Chorvatsko           | tvrdý (h) | Chorvatsko     | 2–1   | výhra    |
| 2023 | Finálový turnaj, základní skupina | 14. září          | Split, Chorvatsko           | tvrdý (h) | Nizozemsko     | 1–2   | prohra   |
| 2023 | Finálový turnaj, základní skupina | 16. září          | Split, Chorvatsko           | tvrdý (h) | Finsko         | 0–3   | prohra   |
| 2024 | Kvalifikační kolo                 | 1.–2. února       | Vilnius, Litva              | tvrdý (h) | Ukrajina       | 4–0   | výhra    |
| 2024 | Finálový turnaj, základní skupina | 11. září          | Ču-chaj, Čína               | tvrdý (h) | Chile          | 3–0   | výhra    |
| 2024 | Finálový turnaj, základní skupina | 13. září          | Ču-chaj, Čína               | tvrdý (h) | Slovensko      | 3–0   | výhra    |
| 2024 | Finálový turnaj, základní skupina | 14. září          | Ču-chaj, Čína               | tvrdý (h) | Německo        | 2–1   | výhra    |
| 2024 | Finálový turnaj, čtvrtfinále      | listopad          | Málaga, Španělsko           | tvrdý (h) |                |       |          |

### Související článek
- Fedcupový tým Spojených států amerických
- Spojené státy americké na Hopmanově poháru